# Photis
Photis är ett släkte av kräftdjur som beskrevs av Henrik Nikolai Krøyer 1842. Photis ingår i familjen Isaeidae.

## Dottertaxa tillPhotis, i alfabetisk ordning[1][2]
- Photis aina
- Photis baeckmannae
- Photis bifurcata
- Photis brevipes
- Photis californica
- Photis chiconola
- Photis conchicola
- Photis dentata
- Photis elephantis
- Photis fischmanni
- Photis hawaiensis
- Photis kapapa
- Photis kurilica
- Photis lacia
- Photis linearmanus
- Photis longicaudata
- Photis macinerneyi
- Photis macrocoxa
- Photis macromana
- Photis macromanus
- Photis macrotica
- Photis melanica
- Photis melanicus
- Photis oligochaeta
- Photis pachydactyla
- Photis parvidons
- Photis pollex
- Photis pugnator
- Photis reinhardi
- Photis spasskii
- Photis spinicarpa
- Photis tenuicornis
- Photis trapherus
- Photis typhlops
- Photis vinogradovi
- Photis viuda